# De Vossenberg

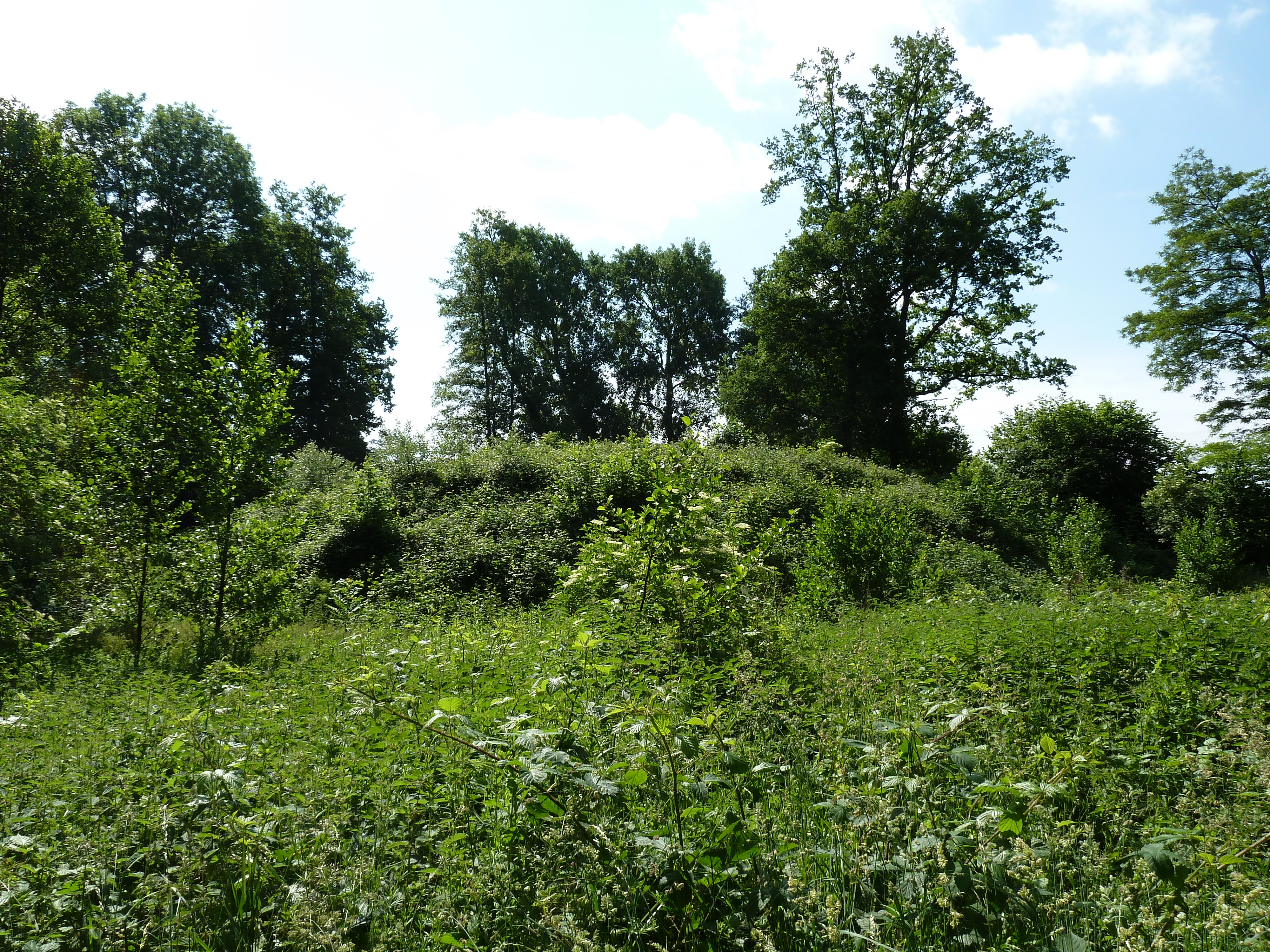
De Vossenberg in 2012

De Vossenberg is een middeleeuwse motte opgeworpen ten noorden van het huidige Brunssum en ten zuidwesten van Schinveld op het grondgebied van de gemeente Beekdaelen in Nederlands Zuid-Limburg.
De motte lag omstreeks het jaar 1000-1100 op een strategisch punt langs een oude Romeinse weg. De motte ligt tevens in het dal van de Merkelbekerbeek, de beek stroomt aan de voet van de heuvel.